# Hanýžka a Martínek
Hanýžka a Martínek je román Jindřicha Šimona Baara z roku 1927, určený především dětským čtenářům.
Příběh je zasazen na Chodsko okolo roku 1845, konkrétně do městečka Klenčí, rodiště J. Š. Baara. Hlavními postavami jsou Hanýžka Králová, její dvě mladší sestry, rodiče a pak také Martínek Klika. Hanýžka je velice pracovité děvče, zato Martínek je po tátovi mladý nezbedník. Oba jsou si však navzájem blízcí. Celé vyprávění se točí okolo tamních tehdejších obyčejů, zvyklostí a povinností sedláků i jiných obyvatel městečka i okolí v průběhu celého roku. Příběh začíná zmínkou o raném mládí Hanyžky v šesti letech a pokračuje v době, kdy jí bylo kolem čtrnácti let. Kniha končí popisem cesty rodičů Hanýžky do sousedního města, přičemž při jejich návratu se strhne ohromná bouře, která zničí celou úrodu a poničí domy. Rodiče se ale vrací zdraví zpátky ke svým dětem. 
Ve vyprávění se objevují zmínky o tehdejších českých významných literárních osobnostech jako např. Borovském či Klicperovi. V několika kapitolách autor dokonce popisuje návštěvy Boženy Němcové do Klenčí, která se i několikrát osobně setká s Hanýžkou.
Předobrazem Hanýžky je Baarova matka Anna, jejíž další osudy jsou rozpracovány v Baarově Chodské trilogii, to jest románech Paní komisarka, Osmačtyřicátníci a Lůsy.